# Jerzy Tomala
Jerzy Tomala (ur. 6 kwietnia 1926 w Bieruniu Starym, zm. 3 grudnia 2017) – polski profesor nauk ekonomicznych.

## Życiorys
W 1948 roku ukończył III Liceum Ogólnokształcące im. Adama Mickiewicza w Katowicach. Następnie podjął studia ekonomiczne z zakresu planowania i polityki ekonomicznej w Wyższej Szkole Ekonomicznej w Poznaniu, które ukończył w 1953 roku. Osiem lat później doktoryzował się rozprawą zatytułowaną Relacje kapitałowe w teorii wzrostu gospodarczego. Pracę habilitacyjną Podstawy polityki wzrostu gospodarczego Stanów Zjednoczonych A.P. obronił na Akademii Ekonomicznej w Poznaniu w 1968 roku. W 1991 roku uzyskał tytuł profesora.
Był członkiem Poznańskiego Towarzystwa Przyjaciół Nauk, Towarzystwa Naukowego w Toruniu i Polskiego Towarzystwa Ekonomicznego. W latach 1944–1947 był członkiem United States Army. Otrzymał stypendium Fundacji Kościuszkowskiej na wyjazd na University of California w Berkeley (1965–1966) oraz stypendium IREX na Princeton University (1973). W latach 1969–1991 był pracownikiem Uniwersytetu Mikołaja Kopernika w Toruniu. Pełnił funkcje prorektora (1978–1981), prodziekana Wydziału Nauk Ekonomicznych (1969–1972) i kierownika Katedry Ekonomii Politycznej i Polityki Społeczno-Gospodarczej (1972–1991).
Zajmował się głównie czynnikami i proporcją wzrostu gospodarczego i relacjami kapitałowymi.

## Odznaczenia
- Krzyż Kawalerski Orderu Odrodzenia Polski[2]
- Złoty Krzyż Zasługi[2]
- Medal Komisji Edukacji Narodowej[2]
- Nagroda Ministerstwa Nauki, Szkolnictwa Wyższego i Techniki (1969, 1976)
- Zasłużony Nauczyciel PRL (1986)